# Oksytetracyklina
Oksytetracyklina – organiczny związek chemiczny o szkielecie naftacenu, naturalny antybiotyk z grupy tetracyklin o szerokim zakresie działania. Działa bakteriostatycznie na bakterie Gram-dodatnie, Gram-ujemne, prątki gruźlicy, krętki, riketsje, Mycoplasma, Chlamydia oraz hamuje wzrost pierwotniaków i promieniowców. Działa przeciwzapalnie, przeciwuczuleniowo i przeciwwysiękowo. Łagodzi świąd, pieczenie, światłowstręt i łzawienie. Oksytetracyklina wytwarzana jest przez szczep Streptomyces rimosus. Jest stosowana w formie chlorowodorku.

## Preparaty
- Mepatar
- Oxycort